# Adam Okruashvili
Adam Okruashvili (né le 1er janvier 1989 à Tbilissi, Géorgie) est un judoka géorgien.
Il a participé aux jeux olympiques d'été de 2012 dans la catégorie des plus de 100 kg. Il a remporté la médaille d'argent des championnats d'Europe de judo 2013, 2014 et 2017.
Il remporte la médaille d'or des jeux européens de 2015 en défaisant Or Sasson et la médaille de bronze aux Championnats du monde de judo 2015.
Il est aussi médaillé de bronze des Championnats d'Europe toutes catégories de judo en 2006.